# Messey-sur-Grosne
Messey-sur-Grosne és un municipi francès, situat al departament de Saona i Loira i a la regió de Borgonya - Franc Comtat. L'any 2007 tenia 723 habitants.

## Demografia

### Població
El 2007 la població de fet de Messey-sur-Grosne era de 723 persones. Hi havia 260 famílies, de les quals 48 eren unipersonals (16 homes vivint sols i 32 dones vivint soles), 84 parelles sense fills, 120 parelles amb fills i 8 famílies monoparentals amb fills.
La població ha evolucionat segons el següent gràfic:
Habitants censats

### Habitatges
El 2007 hi havia 336 habitatges, 270 eren l'habitatge principal de la família, 51 eren segones residències i 15 estaven desocupats. 328 eren cases i 6 eren apartaments. Dels 270 habitatges principals, 235 estaven ocupats pels seus propietaris, 29 estaven llogats i ocupats pels llogaters i 6 estaven cedits a títol gratuït; 16 tenien dues cambres, 33 en tenien tres, 67 en tenien quatre i 154 en tenien cinc o més. 208 habitatges disposaven pel capbaix d'una plaça de pàrquing. A 94 habitatges hi havia un automòbil i a 161 n'hi havia dos o més.

### Piràmide de població
La piràmide de població per edats i sexe el 2009 era:
| Homes | Edats   | Dones |
| ----- | ------- | ----- |
| 0     | 95 o +  | 0     |
| 4     | 90 a 94 | 0     |
| 4     | 85 a 89 | 8     |
| 4     | 80 a 84 | 0     |
| 16    | 75 a 79 | 16    |
| 8     | 70 a 74 | 16    |
| 8     | 65 a 69 | 16    |
| 4     | 60 a 64 | 8     |
| 12    | 55 a 59 | 4     |
| 28    | 50 a 54 | 24    |
| 40    | 45 a 49 | 24    |
| 36    | 40 a 44 | 28    |
| 24    | 35 a 39 | 36    |
| 8     | 30 a 34 | 20    |
| 12    | 25 a 29 | 16    |
| 32    | 20 a 24 | 16    |
| 28    | 15 a 19 | 16    |
| 28    | 10 a 14 | 32    |
| 36    | 5 a 9   | 24    |
| 8     | 0 a 4   | 12    |

## Economia
El 2007 la població en edat de treballar era de 473 persones, 351 eren actives i 122 eren inactives. De les 351 persones actives 331 estaven ocupades (167 homes i 164 dones) i 20 estaven aturades (6 homes i 14 dones). De les 122 persones inactives 42 estaven jubilades, 47 estaven estudiant i 33 estaven classificades com a «altres inactius».

### Ingressos
El 2009 a Messey-sur-Grosne hi havia 279 unitats fiscals que integraven 742 persones, la mediana anual d'ingressos fiscals per persona era de 18.628 €.

### Activitats econòmiques
Dels 21 establiments que hi havia el 2007, 1 era d'una empresa alimentària, 1 d'una empresa de fabricació d'altres productes industrials, 6 d'empreses de construcció, 6 d'empreses de comerç i reparació d'automòbils, 1 d'una empresa de transport, 1 d'una empresa d'hostatgeria i restauració, 1 d'una empresa immobiliària, 3 d'empreses de serveis i 1 d'una entitat de l'administració pública.
Dels 6 establiments de servei als particulars que hi havia el 2009, 1 era un taller de reparació d'automòbils i de material agrícola, 1 guixaire pintor, 3 fusteries i 1 lampisteria.
Dels 2 establiments comercials que hi havia el 2009, 1 era un supermercat i 1 una botiga de menys de 120 m².
L'any 2000 a Messey-sur-Grosne hi havia 18 explotacions agrícoles que ocupaven un total de 660 hectàrees.

## Equipaments sanitaris i escolars
El 2009 hi havia una escola elemental.

## Poblacions més properes
El següent diagrama mostra les poblacions més properes.